# Endurance (Schiff, 1956)
Die HMS Endurance wurde 1956 als dänisches Frachtschiff Anita Dan gebaut. 1967 wurde sie von der britischen Royal Navy erworben und diente bis 1991 als Antarktispatrouillenschiff.

## Geschichte

### Als Handelsschiff
Die Anita Dan wurde ursprünglich von der dänischen Reederei J. Lauritzen geordert und von der Kröger-Werft in Rendsburg gebaut. Das Schiff zählte zu einer Serie auf deutschen Werften gebauter gleichartiger Schiffe der Reederei, die für arktische Bedingungen konzipiert waren.

### Als Antarktispatrouillenschiff
1967 erwarb das Verteidigungsministerium des Vereinigten Königreichs das Schiff und ließ es bei Harland & Wolff in Belfast zum Versorgungs- und Patrouillenschiff umbauen. Benannt wurde es nach dem Antarktis-Forschungsschiff Endurance, das während der gleichnamigen Expedition unter Ernest Shackleton 1915 gesunken war. Sie ersetzte das 1936 als Netzleger gebaute Patrouillenschiff HMS Protector.
Die Aufgabe der „neuen“ Endurance war die Überwachung des Britischen Antarktis-Territoriums. Zusätzlich wurde sie in der Meeresforschung im Südatlantik eingesetzt. Im April 1968 brachte sie Ausrüstungsgegenstände und Mannschaften, die zur Bergung der SS Great Britain gebraucht wurden, auf die Falklandinseln. Die Reichweite des Schiffes betrug 15.000 Seemeilen bei einer Geschwindigkeit von zwölf Knoten. Im Rahmen von Budgetkürzungen war geplant, die Endurance im August 1982 außer Dienst zu stellen.
Am 19. März 1982 jedoch besetzte Argentinien die britische Kronkolonie Südgeorgien. Die Endurance, die sich zu diesem Zeitpunkt etwa 1.500 Kilometer entfernt auf den Falklandinseln befand, steuerte daraufhin die Insel an, zog sich jedoch aufgrund der argentinischen Übermacht wieder zurück. Nach dem Eintreffen des britischen Flottenverbandes in der Region nahm sie Soldaten der Eliteeinheit Special Boat Service an Bord, die am 22. April auf Südgeorgien landeten und die Insel zurückeroberten. Drei Tage später feuerten ihre beiden Wasp-Hubschrauber mehrere Luft-Boden-Raketen auf das argentinische U-Boot Santa Fe ab, das daraufhin von seiner Besatzung aufgegeben wurde. Bis zum Ende des Falklandkrieges verblieb die Endurance vor Südgeorgien, für den Fall eines erneuten argentinischen Angriffs, der jedoch ausblieb.
Infolge des Krieges wurde entschieden, die Endurance weiterhin einzusetzen. 1987 wurden ihre Wasp-Hubschrauber durch zwei modernere Westland Lynx ersetzt. Während einer Patrouillenfahrt in der Antarktis kollidierte die Endurance 1989 mit einem Eisberg. Mit anderen Umweltkatastrophen führte dieses Unglück zu massiver Kritik am Mineralienabkommen CRAMRA, welches kurz danach von den Vertragsstaaten aufgegeben wurde. Das Schiff wurde nach dem Unglück in Port Stanley auf den Falklandinseln provisorisch repariert und kehrte nach England zurück. Nähere Untersuchungen des Schiffes ergaben schwere strukturelle Schäden am Rumpf. Schließlich wurde entschieden, keine kostenintensive Reparatur durchzuführen. Die Endurance wurde schließlich 1991 ausgemustert und durch einen Nachfolger ersetzt, der ebenfalls auf den Namen Endurance getauft wurde. Das Schiff ist Namensgeber für den Endurance-Gletscher auf Elephant Island und für das Endurance Reef in der Marguerite Bay.